# Cornovii (Caithness)

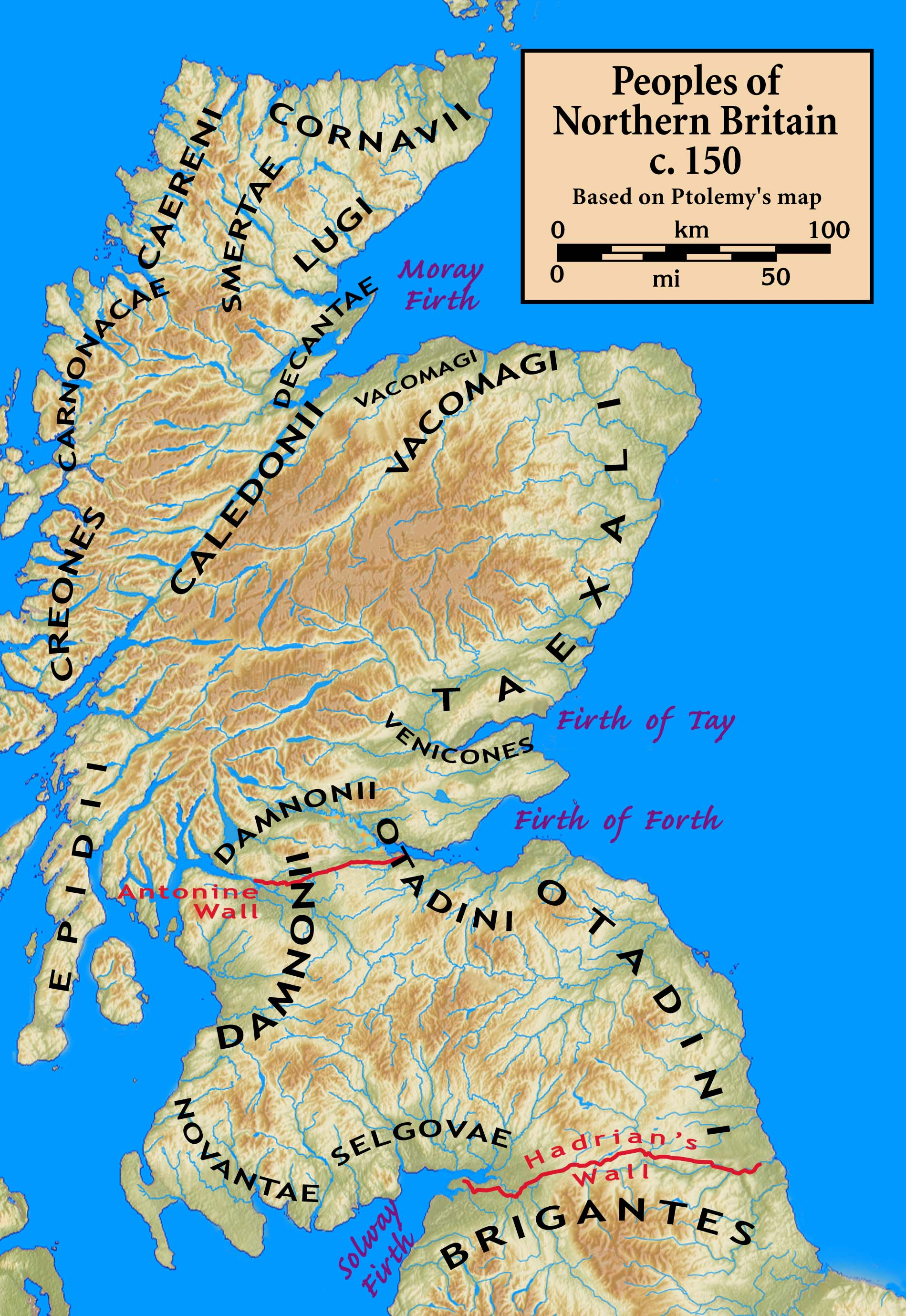
Keltische Stämme in Schottland

Die Cornovii (auch Cornavii) waren ein keltischer Volksstamm im Norden Schottlands in der heutigen Grafschaft Caithness. Sie sind lediglich durch eine Erwähnung in Claudius Ptolemäus Geographia bekannt. Nach dieser Beschreibung ist es gesichert, dass sie in der nördlichen Spitze Schottlands lebten, auch wenn Ptolemäus keine Hauptstadt oder Kerngebiet angibt. Die Cornovii waren mit den Caereni, Smertae und Lugi benachbart.

## Quelle
- Claudius Ptolemäus, Geographia, 2. Buch, 2. Kapitel: Albion island of Britannia, LacusCurtius website der University of Chicago, 2008, abgerufen am 23. April 2010